# ألفونسو سيرانو
ألفونسو سيرانو (بالإسبانية: Alfonso Serrano)‏ هو متسابق يخت مكسيكي، ولد في 6 يناير 1921.

## وصلات خارجية
- ألفونسو سيرانو على موقع اللجنة الأولمبية الدولية (الإنجليزية)
- ألفونسو سيرانو على موقع أوليمبيديا (الإنجليزية)